# عماد بوآنان
عماد بوآنان (انگلیسی: Emad Bouanane؛ زادهٔ ۱ ژانویهٔ ۱۹۸۴) بازیکن فوتبال اهل فرانسه است.
از باشگاه‌هایی که در آن بازی کرده‌است می‌توان به باشگاه فوتبال ورکسام اشاره کرد.